# Portadown Football Club
El Portadown Football Club es un club de fútbol de Irlanda del Norte, con sede en Portadown, Condado de Armagh. Fue fundado en 1887, y compite en la NIFL Premiership, máxima categoría del fútbol norirlandés.

## Historia
Portadown fue fundado hacia la última parte de la década de 1880 y ganó sus primeros trofeos, la Copa Júnior de Irlanda y la Copa de mitad de Ulster en 1899.
Conservaron la Copa del Mid-Ulster el año siguiente y lo añadió a la vitrina de trofeos en varias ocasiones más antes de alcanzar su meta del fútbol de alto nivel en 1924. En su primera temporada que terminó en un cuarto puesto muy meritorio. A lo largo de los años 1920 y los años 30 se hizo un progreso constante y en 1933-34 levantó su primer trofeo mayor, la Copa de Oro. Lo ganó de nuevo en 1937-38 y la temporada siguiente la Copa Ciudad añadido a su lista de éxitos.
Portadown tienen una larga tradición de la firma de los jugadores escoceses, que se remonta a sus primeros días en el fútbol de alto nivel. En 1948, nombraron al escocés Tommy Lipton como gestor y formó el Portadown famoso "Equipo de Escocia". Diez del primer equipo en ese lado eran escoceses.
La década de 1950 no fueron muy exitosos, con un triunfo de la Copa Oro solitario en 1953. En 1957, otro escocés, Gibby Mackenzie, se hizo cargo en el Shamrock Park, y las actuaciones mejorado drásticamente.
Sin embargo, "El título de" seguía siendo ilusoria, con Portadown acabado superior común en 1960-61 y 1961-62. En ambas ocasiones se perdió un playoff contra el Linfield. Gibby Mackenzie fue a Sudáfrica y las fortunas de los clubes se sumergió de nuevo. Sin embargo, en los años sesenta fue persuadido para volver al club y que ganó la Copa de Oro en 1971, Copa Carlsberg en 1973, añadiendo la Texaco de toda Irlanda Copa en 1974. Con la victoria en la Copa de Oro 1979 no sería un éxito no más de diez largas temporadas.
El punto de inflexión se produjo en diciembre de 1986 con el nombramiento de Ronnie McFall como gerente. McFall había jugado para Portadown en dos ocasiones anteriores, intercalados entre los hechizos en el Dundee United y el SDRA. Él dejó el club para jugar y, finalmente, la gestión Glentoran. Poco más de tres años después de tomar las riendas, McFall Portadown guiada a la tan esperada victoria de campeonato de la liga irlandesa. La temporada siguiente fue un mejor ganar el doble y la adición de la Copa del Ulster y de la Copa Budweiser en una temporada histórica trofeo de cuatro. Numerosas victorias en la Copa y dos más títulos de Liga se han añadido a Ronnie McFalls impresionante CV, convirtiéndose en el técnico más exitoso en la historia de Portadown FC.
En enero de 2008, Ronnie McFall fue galardonado con el MBE para los servicios al deporte en reconocimiento a su contribución al fútbol de Irlanda del Norte durante un período de 40 años como jugador y mánager.

## Entrenadores
- Tom Sloan (1947-48)
- Tommy Lipton (1948-49)
- Hugh Bulloch (1949-51)
- Dai Hopkins (1952)
- Willie Ross (1953-54)
- Billy Cook (1954)
- Harry Walker (1955-57)
- Gibby Mackenzie (1957-63)
- Wilbur Cush (1963-65)
- Charlie Tully (1965)
- Jim Conway (1966-68)
- Gibby Mackenzie (1968-77)
- Bertie Neil (1977-79)
- Jackie Hutton (1979-83)
- John Flanagan (1983-85)
- Billy McClatchey (1986)
- Terry Kingon (1986)
- Ronnie McFall (1986-2016)
- Pat McGibbon (2016)
- Vinny Arkins (2016)
- Niall Currie (2016-18)
- Matthew Tipton (2018-22)
- Paul Doolin (2022)
- Niall Currie (2022-)

## Palmarés

### Torneos nacionales
- Liga de Irlanda del Norte (4): 1989-90, 1990-91, 1995-96, 2001-02
- Copa de Irlanda del Norte (3): 1990-91, 1998-99, 2004-05
- Copa de la Liga (2): 1995-96, 2008-09
- Supercopa de Irlanda del Norte (1): 1999
- Gold Cup (6): 1933-34, 1937-38, 1952-53, 1971-72, 1978-79, 1992-93
- Copa Ulster (2): 1990-91, 1995-96
- Floodlit Cup (3): 1990-91, 1992-93, 1994-95
- Carlsberg Cup (1): 1972-73
- City Cup (1): 1938-39
- Segunda División (3): 2008-09, 2019-20, 2023-24
- Texaco Cup (1): 1973-74

### Torneos regionales
- Mid-Ulster Cup (22): 1898-99, 1899-00, 1902-03, 1903-04, 1905-06, 1907-08, 1909-10, 1931-32, 1933-34, 1960-61, 1962-63, 1964-65, 1969-70, 1980-81, 1981-82, 1982-83, 1992-93, 1993-94, 1994-95, 1997-98, 2001-02, 2002-03
- Bob Radcliffe Cup (2): 1982-83, 1983-84

## Participación en competiciones de la UEFA
| Temporada | Torneo                | Ronda            | Club                 | Casa | Visita | Global |
| --------- | --------------------- | ---------------- | -------------------- | ---- | ------ | ------ |
| 1962–63   | Cup Winners Cup       | 1                | OFK                  | 3–2  | 1–5    | 4–7    |
| 1974–75   | UEFA Cup              | 1                | Valur                | 2–1  | 0–0    | 2–1    |
| 1974–75   | UEFA Cup              | 2                | Partizan             | 1–1  | 0–5    | 1–6    |
| 1990–91   | European Cup          | 1                | F.C. Porto           | 1–8  | 0–5    | 1–13   |
| 1991–92   | European Cup          | 1                | Red Star Belgrade    | 0–4  | 0–4    | 0–8    |
| 1992–93   | UEFA Cup              | 1                | Standard Liège       | 0–0  | 0–5    | 0–5    |
| 1994–95   | UEFA Cup              | Preliminar       | ŠK Slovan Bratislava | 0–2  | 0–3    | 0–5    |
| 1996–97   | UEFA Cup              | Preliminar       | FK Vojvodina         | 0–1  | 1–4    | 1–5    |
| 1999–00   | UEFA Cup              | Clasificatoria   | CSKA Sofia           | 0–3  | 0–5    | 0–8    |
| 2002–03   | UEFA Champions League | Clasificatoria 1 | FC Belshina Bobruisk | 0–0  | 2–3    | 2–3    |
| 2003–04   | UEFA Cup              | Clasificatoria   | Malmö FF             | 0–2  | 0–4    | 0–6    |
| 2004–05   | UEFA Cup              | Clasificatoria 1 | FK Žalgiris Vilnius  | 2–2  | 0–2    | 2–4    |
| 2005–06   | UEFA Cup              | Clasificaotria 1 | Viking FK            | 1–2  | 0–1    | 1–3    |
| 2006–07   | UEFA Cup              | Clasificatoria 1 | FBK Kaunas           | 1–3  | 0–1    | 1–4    |
| 2010–11   | UEFA Europa League    | Clasificatoria 1 | Skonto Riga          | 1–1  | 1–0    | 2–1    |
| 2010–11   | UEFA Europa League    | Clasificatoria 2 | FK Qarabağ           | 1–2  | 1–1    | 2–3    |
| 2012–13   | UEFA Europa League    | Clasificatoria 1 | Shkëndija-79         | 2–1  | 0–0    | 2–1    |
| 2012–13   | UEFA Europa League    | Clasificatoria 2 | NK Slaven Belupo     | 2–4  | 0–6    | 2–10   |

### Récord Europeo
| Torneo                               | J  | G | E | P  | GF | GC |
| ------------------------------------ | -- | - | - | -- | -- | -- |
| European Cup / UEFA Champions League | 6  | 0 | 1 | 5  | 3  | 24 |
| UEFA Cup Winners' Cup                | 2  | 1 | 0 | 1  | 4  | 7  |
| UEFA Cup / UEFA Europa League        | 28 | 3 | 7 | 18 | 16 | 62 |
| Total                                | 36 | 4 | 8 | 24 | 23 | 93 |